# گل رز با هر نام دیگری هم خوشبوست
گل رز با هر نام دیگری هم خوشبو است (به انگلیسی: A rose by any other name would smell as sweet) جمله‌ای برگفته از نمایشنامه رومئو و ژولیت اثر ویلیام شکسپیر است؛ در اینجا، به نظر می‌رسد ژولیت می‌خواهد بگوید اینکه رومئو عضوی از خانواده رقیب (مونتگیو) است و مونتگیو نامیده می‌شود اهمیتی ندارد. این جمله معمولاً در جایی استفاده می‌شود که گوینده بخواهد تأکید کند نام چیزها، اثری بر ماهیت واقعی آنها ندارد.